# افسارگسیخته؛ یادداشت‌های یک خودی در کاخ سفید ترامپ
افسار گسیخته؛ یادداشت‌های یک خودی در کاخ سفید ترامپ (انگلیسی: Unhinged: An Insider's Account of the Trump White House) یک کتاب نوشتهٔ اوماروسا، از شخصیت‌های تلویزیون واقع‌نما آمریکایی و اداره کننده ارتباطات دفتر روابط عمومی در دفتر اجرایی رئیس‌جمهور ترامپ دربارهٔ ریاست‌جمهوری دونالد ترامپ است که در سال ۲۰۱۸ منتشر شد. آماروسا پس از شرحِ مختصری از گذشته خود و زمانی که به عنوان ستارهٔ تلویزیونی در برنامه کارآموز و کارآموز ستارگان در کنارِ دونالد ترامپ بود به شرح وقایع پنجاه و هشتمین انتخابات ریاست جمهوری آمریکا و دوران حضور خود در کاخ سفید می‌پردازد. آماروسا ادعا می‌کند که بر اساس شواهد، نوارهایی از برنامه کارآموز وجود دارد که ترامپ به صورت پشت سر هم از عبارت کاکا سیاه استفاده می‌کند. او بیان می‌کند که عملکرد ذهنِ ترامپ رو به زوال است. بنا بر ادعاء آماروسا او پیشنهاد حقوق ۱۵ هزار دلار در ماه که توسط لارا ترامپ به او برای کار به عنوان یک «مقام ارشد» در کمپین ۲۰۲۰ ترامپ همراه با یک قرارداد عدم افشا اطلاعات که مانند قراردادهایش در زمانی که در تلویزیون فعالیت می‌کرده «سخت و محدودکننده» بودند را رد کرده‌است.

## انتخابات ۲۰۱۶
آماروسا در انتخابات ۲۰۱۶ مشاور ارشد و رئیسِ کمک رسانی به آفریقایی آمریکایی‌ها بود. هدفِ او ارتباط با جامعه‌ی آفریقایی آمریکایی و افزایش تعداد رأی دهنده‌های سیاه‌پوست برای دونالد ترامپ بود. آماروسا در افسار گسیخته به شرح اقدامات خود در انتخابات ۲۰۱۶، من جلمه حضور در مراسم زنان برایِ ترامپ در باشگاه ملی گلف، انتصاب استیو بنن به عنوان رئیس کمپین و اخراج پال منفورت می‌پردازد.

## روز انتخابات و انتقال قدرت
در کتاب افسارگسیخته به شرح وقایع انتخابات و اعتراض‌های شدید پس از انتخاب دونالد ترامپ به ریاست جمهوری ایالات متحده می‌پردازد. دیدار ترامپ با اوباما، انتصاب‌های بحث برانگیزِ کاخ سفید می‌پردازد.

## ریاست جمهوری دونالد ترامپ
آماروسا در این بخش از کتاب به هرج و مرج هیئت‌دولت ترامپ و اقدامات متناقضِ آنها می‌پردازد و به عنوان اداره کنندهٔ ارتباطات دفتر روابط عمومی دفتر اجرایی رئیس‌جمهور ترامپ به شرح اقداماتی که برای همگام‌سازیِ رنگین‌پوست‌ها با ترامپ انجام داده و توهین‌هایِ نژادپرستانهٔ دونالد ترامپ به آفریقایی آمریکایی‌ها می‌پردازد.

## استعفا یا اخراج
یکی از موضوعات مهم این کتاب شرح خروج بحث‌برانگیز آماروسا از کاخ سفید و مشاجره‌ی لفظی او با دونالد ترامپ در توییتر است. بنابر گفته‌ی آماروسا جان اف. کلی رئیس ستاد کارکنان کاخ سفید ترامپ مسئولِ اخراج او از کاخ سفید بود.

## ترجمه در ایران
کتاب افسارگسیخته؛ یادداشت‌های یک خودی در کاخ سفیدِ ترامپ توسط پوریا حسنی، انتشارات مهراندیش به فارسی ترجمه‌شد.